# Isabella Biagini
Pour les articles homonymes, voir Biagini.
Concetta Biagini, dite Isabella Biagini, née à Rome le 19 décembre 1943 et morte dans la même ville le 14 avril 2018, est une actrice et présentatrice italienne.

## Biographie
Isabella Biagini est née à Rome. Elle fait ses débuts pendant l'enfance en tant qu'actrice radio et modèle publicitaire. À 14 ans, elle participe à Miss Italie, et la même année fait ses débuts au cinéma dans un rôle mineur dans Femmes entre elles (titre original Le amiche) de Michelangelo Antonioni.
À partir des années 1960, elle travaille assidûment à la radio et à la télévision et pose pour de nombreux romans-photos. Sur le petit écran, elle est une animatrice et une imitatrice. Sur le grand écran, malgré les nombreuses participations, ses rôles sont généralement stéréotypés.
Elle fait la couverture de Playboy en 1981. Au cours des dernières années, elle est mentionnée dans les journaux en relation avec les conditions critiques de pauvreté dans lesquelles elle vit.

## Filmographie partielle
- 1955 : Femmes entre elles (Le amiche) de Michelangelo Antonioni
- 1965 : Slalom de Luciano Salce
- 1966 : Amore all'italiana de Steno
- 1969 : Pensando a te d'Aldo Grimaldi
- 1971 : Il clan dei due Borsalini de Giuseppe Orlandini
- 1972 : Il sindacalista de Luciano Salce
- 1972 : Boccace raconte (Boccaccio) de Bruno Corbucci
- 1974 : L'erotomane de Marco Vicario
- 1975 : Ursula l'anti-gang (Colpo in canna) de Fernando Di Leo
- 1984 : Le futur est femme (Il futuro è donna) de Marco Ferreri
- 1987 : Vices et Caprices (Capriccio) de Tinto Brass